# Air Atlas Express
Air Atlas Express was een luchtvaartmaatschappij uit Marokko die chartervluchten uitvoerde. Het bedrijf begon in 2002 en staakte de activiteiten in 2004. De luchtvloot bestond uit een Boeing 737-400.